# Поддол (Омская область)
Поддол — деревня в Тевризском районе Омской области России. Входит в состав Кипского сельского поселения. Население 60 чел. (2010) .

## История
В соответствии с Законом Омской области от 30 июля 2004 года № 548-ОЗ «О границах и статусе муниципальных образований Омской области» деревня вошла в состав образованного Кипского сельского поселения.

## География
Расположен на востоке региона, в пределах Ишимской равнины, являющейся частью Западно-Сибирской равнины, на р. Кип.
Абсолютная высота — 59 м над уровнем моря.

## Население
| 2010 |
| ---- |
| 60   |

Гендерный состав
По данным Всероссийской переписи населения 2010 года в гендерной структуре населения из 60 человек мужчин — 28, женщин — 32 (46,7 и 53,3 % соответственно).
Национальный состав
Согласно результатам переписи 2002 года, в национальной структуре населения русские составляли 80 % от общей численности населения в 85 чел.

## Инфраструктура
Личное подсобное хозяйство.

## Транспорт
Просёлочные дороги.